# Lakowie
Lakowie (lakijski лак, лакку халкь, гъази-гъумучи) – naród kaukaski, zamieszkujący w Rosji liczący około 156 500 osób, z których 140 000 żyje w Dagestanie, zwłaszcza w centralnych, górzystych częściach. W 1944 Lakowie osiedlili się na równinach opuszczonych przez Czeczenów deportowanych przez Rosjan. Posługują się językiem lakijskim i mają piśmiennictwo od XV wieku (alfabet arabski, od 1938 cyrylica).
W XIX wieku w dyskusji naukowej obecny był pogląd, że Polacy (Lachowie/Lechici) wywodzili się z Kaukazu, a ich przodkami byli Lakowie lub Lezgini. Pogląd taki wyrażał min. Adam Mickiewicz.